# アティアグ
アティアグ(Otyugh)は、テーブルトークRPG『ダンジョンズ&ドラゴンズ』(D&D)に登場する架空の生物である。他にオチュー、オチューグなどの表記がある。
別名としてグルグチュラ(Gulguthra)という名がある。これは“糞喰らい”という意味である。

## 掲載の経緯
アティアグは『アドバンスト・ダンジョンズ&ドラゴンズ』（AD&D）の第1版から登場している。

### AD&D 第1版(1977-1988)
アティアグは第1版『Monster Manual』(1977、未訳)にて、「常に地下に棲み、糞やゴミ屑、腐肉を漁る不思議な雑食性の腐食生物」と紹介されている。同書ではより巨大で知的なネオ・アティアグ(Neo Otyugh)なる個体も登場している。イギリスのゲーム雑誌『ホワイトドワーフ』8号(1978年7・8月)にて、英国でのD&D展開に携わったドン・タンブルは最も面白い創作であると評している。

『ドラゴン』96号(1985年4月)では、フォーゴトン・レルムデザイナーの1人、エド・グリーンウッドによって“グルグチュラの生態”特集が組まれた。

### AD&D 第2版(1989-1999)
アティアグとネオ・アティアグは『Monstrous Compendium Volume 2』(1989、未訳)に登場し、『Monstrous Manual』(1993、未訳)に再掲載された。また、フォーゴトン・レルムのサプリメント、『Ruins of Undermountain boxed set』(1991、未訳)にはグレーター・アティアグ(Greater Otyugh)が登場した。『Monstrous compendium annual volume 2』(1995、未訳)にはアティアグとヒュドラの合いの子であるガルガシドラ(Gulguthhydra)が登場した。

### D&D 第3版(2000-2002)、D&D 第3.5版(2003-2007)
D&D第3版では『モンスターマニュアル』(2000)に登場し、第3.5版の『モンスターマニュアル』(2003)に再掲載された。また、『モンスターマニュアルⅢ』(2007)では治癒呪文の力を吸い取るライフリーチ・アティアグ(Lifeleech Otyugh)が登場した。『Monstrous Compendium: Monsters of Faerûn』(2001、邦題『フェイルーンのモンスター』) にはガルガシドラが登場した。、
追加の呪文を扱う『Spell Compendium』(2007、邦題『呪文大辞典』)では、大量の汚物を触媒にアティアグの大群を召喚する“アティアグ・スウォーム”(アティアグの大群)なる呪文が掲載された。

### D&D 第4版(2008-)
D&D第4版では、『モンスター・マニュアル』(2008)に登場している。
また、エッセンシャルズのモンスター集、『Monster Vault』(2010、未訳)では以下の個体が登場している。
- アティアグ／Otyugh
- カーネル・アティアグ／Charnel Otyugh[6]
- ネオ・アティアグ／Neo Otyugh

### D&D 第5版(2014-)
D&D第5版では、『モンスター・マニュアル』(2014)に登場している。

## D&D以外のテーブルトークRPG

### パスファインダーRPG
D&D3.5版のシステムを継承するパスファインダーRPGにもアティアグは登場している。

モンスターの詳細を記したサプリメント、『Dungeon Denizens Revisited』(2009、未訳)にはアティアグも掲載されている。

### 13th Age
D&D第4版デザイナー、ロブ・ハインソーとジョナサン・トゥイートによるd20システム使用のファンタジーRPG、13th Ageでは、『13th Age RPG Core Book』(2013、未訳)に登場している。

## 肉体的特徴
典型的なアティアグの体長は約8フィート(2.4m)、体重は500ポンド(230kg)ほどである。卵形をした胴体部分には鋭い牙のついた巨大な口がある。脇や頂部からは2フィートほどの触手が3本生えている。うち脇から生えている2本は先端が木の葉の形をしており、鋭いトゲで覆われている。頂部に生えている残りの1本には2つの目玉があり、ここには視覚器官とともに嗅覚器官もある。

アティアグの脚は3本ある。肌の色は褐色や鼠色で、汚物に埋めて身を潜めるに格好の迷彩となる。
アティアグは1年に1ヶ月ほどつがいになり、メスのアティアグは30日ほどでヒルのような幼体を出産する。幼体のうちは母親の血液を吸って生活するが、やがて生きる技術を学習し1年ほどで親離れをする。完全な成体になるのは5歳ほどである。

## 生態
アティアグは地下道の最も不潔な場所に棲息する汚らしいモンスターである。
アティアグは通常、地下の汚物溜まりで、汚物に身を埋め感覚器官のある触手の先端だけを出した状態のままじっとしている。普段は汚物や腐肉を食するが、他に何もない場合や襲われた場合は生きた者も襲い、腐肉にしようとする。

アティアグは動物的本能に生きる生物には典型的な“真なる中立”の怪物だが、魔法で改造されたライフリーチ・アティアグは何らかしかの悪属性である。
アティアグには知性がないように思われるが、言語能力はある。また、臭いを発することで仲間同士の意思疎通ができる。上述の『Dungeon Denizens Revisited』には、花の臭いが「失せろ」、腐ったリンゴの臭いが「腹減った。飯ないか？」、古いワインの臭いが「負傷している。助けてくれ」といった会話集がある。
地下世界に住む知性的な種族には、ゴミ処理係としてアティアグを飼い慣らす者もいる。アティアグはこうした餌をくれる者たちを襲うことはなく、護衛することもある。同じ腐肉漁りであるキャリオン・クロウラーがアティアグの巣穴の近くにいることも多く、アティアグの餌を横取りしようとする。
戦闘になれば、長い触手で獲物を絡め取り、大きな口で噛みつこうとする。非常に不潔な生き物であるアティアグの攻撃でダメージを受けると、酷い病気に感染してしまう。殺した後、屍体は汚物溜まりの中に埋めて腐らしてから食しようとする。

## 他作品でのアティアグ
- 『ザナドゥ』
オティフ(Otyugh)の名で登場。同じスペリング且つ外見もアティアグとほぼ同様なのでアティアグを拝借したとされる。
ザナドゥにおいてはLv9ダンジョンにて登場。Lv1ダンジョンのモンスターのオークジェリーが成長した姿とされている。[12]

- 『ファイナルファンタジー』シリーズ
複数のシリーズ作品で、オチュー(Ochu)の名で登場。外見はほぼ同じで、アティアグの英字綴りがオチューとも読めるのでアティアグを拝借したとされる。
- 『ティル・ナ・ノーグ』シリーズ

オチューの名で登場。
- 『スター・ウォーズ エピソード4/新たなる希望』で、デス・スターからレイア姫を救出し脱出するルーク一行が脱出経路として潜り込んだゴミ処理区画で遭遇した“ダイアノーガ”と呼ばれる怪物がアティアグとよく似ている[13]。